# Яшин, Александр Михайлович
Александр Михайлович Яшин (род. 22 января 1957, Сеченовский район, Горьковская область) — российский политический деятель, депутат Государственной Думы третьего созыва (1999—2003).

## Биография
Родился 22 января 1957 года в селе Митрополье Сеченовского района Нижегородской области.
В 1976 году окончил Алатырский техникум железнодорожного транспорта (г. Алатырь). Прошёл обучение в Ленинградском институте инженеров железнодорожного транспорта, получил специальность «инженер-строитель». В 1976-78 годах проходил срочную службу на Дальнем Востоке.
С 1978 по 1986 год работал в Таллине на путевой машинной станции № 89 в должностях мастера, начальника производства, главного инженера, руководителя предприятия. С 1986 по 1990 год был мастером-преподавателем железнодорожного училища им. Алексея Мюрисеппа.

### Депутат государственной думы
19 декабря 1999 года был избран депутатом Государственной Думы РФ третьего созыва. Член фракции «Единство». Заместитель председателя Комитета Госдумы по промышленности, строительству и наукоемким технологиям. Член Комиссии Госдумы развитию ипотечного кредитования. Член Комиссии Госдумы по рассмотрению расходов федерального бюджета, направленных на обеспечение обороны и государственной безопасности Российской Федерации.
Женат. Имеет двоих детей.